# Bombardement de Caen
Les bombardements de Caen sont des bombardements aériens stratégiques menés par les Alliés sur Caen en France pendant la Seconde Guerre mondiale, qui eurent lieu à partir du 6 juin 1944, pendant 78 jours de la Bataille de Caen, détruisant la ville sur un peu plus de 30 % de sa surface, mais réduisant en ruines environ 68 % de son volume bâti.
Ces bombardement n'ont atteint aucun soldat allemand, mais ils ont en grande partie détruit la citadelle avec l'ancien château des ducs de Normandie construit au  XIe siècle par Guillaume le Conquérant et la reine Mathilde, celle qui a fait broder la Tapisserie de Bayeux.

## Contexte
Après le débarquement sur les plages du Calvados et de la Manche, l'un des objectifs majeurs des Alliés est la prise de la ville de Caen, puis celle du port de Cherbourg. Caen est un nœud de communication, la clé des opérations vers la Seine et donc vers Paris. Les plaines aux abords de Caen doivent également permettre la construction d'aérodromes et sont très favorables aux mouvements de blindés.
Le plan initial prévoyait la prise de Caen dès le 6 juin au soir. Il faudra finalement six semaines et quatre offensives pour que les Alliés enlèvent à l'ennemi ce qui reste de la ville.

## Les opérations de bombardement
Le premier bombardement a lieu le 6 juin à partir de 13h30 avec le largage de 156 tonnes de bombes qui fait 500 victimes. Le lendemain, on compte 200 victimes de plus
Pendant la Bataille de Normandie, les forces allemandes ayant reçu l'ordre de tenir Caen, des bombardiers Lancaster et Halifax, le 7 juillet 1944, larguent 2 500 tonnes de bombes sur la ville lors de l'Opération Charnwood. La Luftwaffe quant à elle bombarde l'aérodrome de Carpiquet.
La ville est tellement envahie de décombres qu'elle est devenue pratiquement infranchissable par les troupes alliées.
Le 9 juillet, la rive gauche de Caen est libérée, mais les Allemands tiennent la rive droite et bombardent la ville d'obus. Les 12, 13, 16 et 18 juillet, la Luftwaffe effectue plusieurs bombardements, principalement de nuit. Elle largue des bombes SD1 et SD2, notamment pour détruire les ponts sur l'Orne.
Le 18 juillet, l'Opération Goodwood est lancée au cours de laquelle sont employés 7 000 tonnes de bombes et 250 000 obus. La ville est libérée le 20 juillet, mais les Allemands sont repoussés aux portes de la ville. Le 26 juillet et les 4 et 14 août, de nouveaux bombardements de la Luftwaffe touchent la ville. Le 17 août, le dernier obus allemand, tiré d'une batterie derrière la Dives, explose dans les jardins du couvent des Carmélites, rue d’Hérouville.
En 1936, la ville comptait 15 000 immeubles ; les bombardements en ont détruit 9 000 totalement et 5 000 partiellement.

## Bilan humain
Le bilan humain s’élève à 1 100 victimes au cours de l'été 1944 soit 3,5 % de sa population,. Les installations militaires ont été peu endommagées[réf. nécessaire].